# Arrenurus ventropetiolatus
Arrenurus ventropetiolatus är en kvalsterart som beskrevs av Lavers 1945. Arrenurus ventropetiolatus ingår i släktet Arrenurus och familjen Arrenuridae. Inga underarter finns listade i Catalogue of Life.